# Rohan
Rohan es uno de los reinos pertenecientes al mundo fantástico de El Señor de los Anillos (del británico J. R. R. Tolkien). Es un país de guerreros y ganaderos, localizado en la zona central del noroeste de la Tierra Media, entre el Anduin, el Isen y las Ered Nimrais. Sus habitantes son descendientes de los éothéod de Rhovanion, pueblos criadores de caballos que habían vivido durante los primeros siglos de la Tercera Edad en Eriador y que a su vez descendían de la Segunda Casa de los Edain que abandonaron Beleriand antes de las dos últimas grandes guerras contra Morgoth.

## Historia
Los jinetes de la Marca descienden de una parte de los edain de la Casa de Hador que volvieron sobre sus pasos desde Estolad y regresaron a Eriador antes de verse involucrados en las guerras contra Morgoth de la Primera Edad. Poco se sabe de la historia de esos hombres durante el resto de esa edad y la siguiente, porque no aparecen en los anales de Númenor ni los propios Rohirrim guardan ningún recuerdo ni tradiciones orales o escritas. Sí parece probado que, tras la fundación del reino de Arnor, en los primeros siglos de la Tercera Edad, tribus diseminadas por el norte de Eriador y las estribaciones de las Montañas Nubladas pudieron luchar en el bando de Oesternesse en momentos puntuales y siempre como mercenarios o milicia reclutada sobre todo en Rhûdaur. Estos hombres se consideraban a sí mismos nórdicos y sus tradiciones y rasgos culturales se asemejan a los de las culturas del centro y este de Rhovanion del segundo milenio T. E.. Perturbados por las guerras contra Angmar, probablemente cruzaron los pasos de las Hithaeglir para asentarse en su nueva patria.  

### Alianzas con Gondor
En el siglo XIII TE, los reyes de Gondor establecieron alianzas con estos pueblos de Rhovanion, emparentados con las Tres Casas de los Hombres de la Primera Edad. Para el reino del sur, más avanzado y poderoso que estas tribus, estos acuerdos le servían para que los nórdicos ocuparan marcas fronterizas que hicieran de baluarte y tapón contra las hordas de orientales que amenazaban la estabilidad de todo el noroeste de Endor. Con alguno de estos pueblos se llegaron a firmar auténticos 'foedus' de cooperación y alianza al estilo de los que Roma estableció con las tribus germánicas a partir del siglo III d. C.
Pero el rey Valacar de Gondor fue más lejos y tomó por esposa a Vidumavi, la hija del rey de los Waildungs (tribu emparentada con los Éothéod, antepasados directos de los Rohirrim) y autoproclamado rey de todo Rhovanion. La alta nobleza sureña no vio con buenos ojos esta unión, pues consideraba a los nórdicos una raza menor y que de esta manera el linaje real de Gondor quedaba 'manchado', lo que provocó a la larga una rebelión por parte de Lebennin y los capitanes del mar al ser coronado el hijo de Valacar, Eldacar, iniciándose la llamada Lucha entre Parientes a mediados del siglo XV, lo que resquebrajó el statu quo de la zona y permitió fortalecerse a los orientales. Durante esta guerra civil gondoriana, el trono de Eldacar fue usurpado por su primo Castamir, capitán de la Flota de Gondor y el propio Eldacar tuvo que exiliarse a las tierras de origen de su madre, en Rhovanion. Desde allí planificó su regreso a Gondor para recuperar su trono. Cuando esto sucedió el único ejército con el que contaba era el formado por jinetes éothéod, y con él cruzó a sangre y fuego Anórien y Lossarnach para enfrentarse cara a cara con las fuerzas principales de Castamir en la batalla de los Cruces del Erui, donde llegaron a cruzar sus espadas, y donde Eldacar dio muerte al usurpador. 
Esta fue la primera y única batalla en la que fuerzas gondorianas se enfrentaban a caballería de choque nórdica (salvando las distancias, de Rohan) y el resultado fue una aplastante derrota de Gondor.
Estos éothéod, o jinetes de las llanuras, campaban a sus anchas por toda la provincia gondoriana de Dor Rhûnen y eran un pueblo eminentemente ganadero y seminómada, pues pastoreaban sus manadas de caballos y rebaños de ovejas en un vasto territorio comprendido entre el Anduin y el mar de Rhûn y la Ensenada Este del Bosque Negro y las estribaciones de las Ered Lithui de Mordor. Estaba dividido en tribus y cada una tenía su thegn o jefe y su propia asamblea de clanes o althing. Son la base y el origen del pueblo que antecedió en el tiempo a los rohirrim, y por entonces ya luchaban junto a Gondor contra orientales y sureños y sus mejores jinetes servían como caballería ligera aliada en el propio ejército gondoriano.
Ya en el XIX de la Tercera Edad, los orientales se consideraron preparados para invadir de nuevo Rhovanion y, tras una serie de alianzas y acuerdos, movilizaron a varias naciones enteras de aurigas (balchoth, sagath...) para masacrar a todos los pueblos que vivían entre el mar de Rhûn y el Bosque Negro. Durante esta contienda, Marcwini, althegn de todas las tribus éothéod, rescató lo que pudo de su pueblo y de otras civilizaciones de su entorno, como gramuz, waildungs o nenedain y, cruzando el Anduin, estableció su nueva base en los valles intermedios del Río Grande. Este mestizaje de culturas nórdicas dieron origen a un pueblo único, los éothéod, los antepasados directos de los rohirrim. 
En el siglo XXI, los éothéod volvieron a emigrar; esta vez hacia el norte, a los valles altos del Anduin, debido en gran parte a sus disputas con los enanos de Moria por culpa del dragón Scatha, al que el rey éothéod Fram había abatido y cuyo tesoro no quiso compartir con el pueblo de Durin.
Más tarde, en 2509, Cirion el senescal de Gondor envió heraldos a los Hombres del Norte para que, en virtud de la antigua alianza entre ambos pueblos, le ayudaran a rechazar una invasión combinada de Hombres del este y orcos de las Montañas Nubladas. Solo Eorl el Joven, rey de los éothéod, respondió y llegó de manera inesperada a la decisiva batalla en los Campos de Celebrant, donde los hombres del norte masacraron a la coalición de orcos y orientales y salvaron al reino del sur.
Como recompensa, a Eorl se le concedió la provincia gondoriana de Calenardhon (‘llanura verde’ en élfico), y ahí trasladó su pueblo. Esta tierra había sido parte de Gondor, pero devastada por la plaga de 1636, estaba prácticamente deshabitada. A sí mismos se siguieron llamando éothéod o 'los jinetes', y dieron a su tierra el nombre de la Marca, pero los hombres de Gondor llamaron a ese país Rohan (en élfico ‘Tierra de caballos’) y a sus habitantes los denominaron rohirrim.
Este primer linaje instaurado por Eorl reordenó Calenardhon, repoblando el territorio, rehabilitando fuertes (como el de Cuernavilla, de época numenoreana) y construyendo ciudades, como Edoras, cuyo palacio del Meduseld fue terminado por Brego, hijo de Eorl. La medra del pueblo éothéod alcanzó a toda la población, produciéndose un crecimiento demográfico lento pero constante directamente proporcional al del número de manadas de caballos que aprovechaban las verdes llanuras y los feraces valles de las estribaciones de las Ered Nimrais. Con el tiempo, la influencia rohir se extendió más allá del Isen para colonizar las fértiles tierras de aluvión del río Adorn, lo que provocó el creciente recelo dunlendino ante el empuje norteño. El apogeo de la Marca de los jinetes llegaría con Helm Manomartillo, quien incluyó de iure como provincia las tierras de más allá el Isen, denominándolas 'la Marca occidental'. 
El problema vino marcado por la estratificación de la población de esta provincia, pues aún predominaba una mayoría dunlendina que servía como mano de obra en las tierras nominalmente bajo control de una minoría rohir que se beneficiaba enormemente de esta relación. Estos terratenientes se enriquecieron hasta tal punto que algunos de ellos subieron en el escalafón y llegaron incluso a estar presentes en el Althing.
Un magnate de esta Marca occidental, Freca, solicitó durante una sesión del Althing al rey Helm la mano de la hija de este para su hijo Wulf. La respuesta de Helm fue una carcajada y un puñetazo en la cabeza a Freca, lo que le provocó la muerte. Entonces Wulf, cuya madre era dunlendina, acaudilló a las tribus montañesas de las estribaciones de las Hithaeglir y las lanzó contra la Marca, invadiendo primero las tierras del Adorn para después cruzar los Vados del Isen y asolar Rohan. Este golpe de efecto inesperado sin previa declaración de guerra cogió a Helm desprevenido y no pudo preparar ni acantonar a su pueblo convenientemente. Superados varias veces en número y con la desventaja de la sorpresa, los rohirrim tuvieron que ceder los Vados y retirarse a las ciudades-fortaleza de las Ered Nimrais. Durante la invasión se produjo el Largo Invierno, durante el cual el propio Helm, sitiado en Cuernavilla, salía por las noches en solitario para matar dunlendinos con sus propias manos antes del amanecer y regresar a la seguridad de la plaza. De esta manera, el terror y el desánimo cundió entre los invasores, temerosos de que cualquier noche Helm podía elegir a cualquiera de ellos. Una de esas noches, Helm no volvió y a la mañana siguiente los montañeses encontraron su cuerpo aún de pie e intacto pero congelado. Entonces, Fréalaf, el hijo de la hermana de Helm, subió al trono y antes de finalizar ese invierno arriesgó una salida desde Cuernavilla que sorprendió a los montañeses y cambió el signo de la guerra. Entonces Fréalaf se dirigió a Edoras y abatió a Wulf en combate cuerpo a cuerpo en los mismos salones del Meduseld, justo cuando los acantonados en El Sagrario bajaban a sumarse a las fuerzas del Folde Oeste. Tras la batalla, los dunlendinos fueron finalmente expulsados de la Marca. Con la muerte de Helm y su sucesión por parte del hijo de su hermana Hild, se puso fin al Primer Linaje para dar comienzo al segundo, durante el cual Rohan intentó recuperarse de la devastación sufrida en todo el país.
Justo después de la guerra, Saruman se instaló en Isengard invitado por el propio Fréalaf, en calidad de regente de la fortaleza.
Durante el siguiente siglo y medio siguió en marcha la lenta recuperación socioeconómica del país, apenas alterada por tenues conflictos fronterizos en el Adorn. Eso sí, a partir del siglo XXX empezaron a proliferar las incursiones y razias orcas en el Páramo Norte y a lo largo de la línea del Anduin, lo que perturbó a los mariscales de Estemnet durante toda la centuria. 
En 3014, Saruman comenzó a usar su influencia para quebrantar la voluntad del rey Théoden como parte de una campaña para invadir y controlar el reino. Finalmente, lanzó una ofensiva a gran escala contra Rohan, obteniendo la victoria en las batallas de los Vados del Isen, donde el hijo del rey Théoden, Théodred, fue abatido tras haber ostentado el cargo de Primer Mariscal desde el inicio de la contienda. La posterior incursión en el Folde Oeste se vio frenada por la resistencia del propio Théoden -liberado por Gandalf del yugo al que le tenía sometido Saruman por medio de su consejero Gríma- en la fortaleza del Abismo de Helm (Cuernavilla), adonde había llegado con sus éoreds desde Edoras para plantarle cara al ejército de dunlendinos y uruks-hai del istar renegado. 
En Hornbühr se encontraba parte de lo que quedaba de la Compañía del Anillo, que había acudido con Théoden al Abismo. Al amanecer del segundo día de sitio los rohirrim salieron de la ciudadela y cargaron contra el enemigo, abriendo una brecha en su formación, pero siendo inmediatamente rodeados por más de 10 000 montañeses y orcos y encontrándose muy pronto en una situación desesperada; pero entonces acudió Erkenbrand de Folde Oeste, y con él los restos del cuerpo de ejército que había sido dispersado después de la segunda batalla de los Vados. Pero a la cabeza galopaba Gandalf el Blanco y tras ellos, un 'batallón' de ucornos del bosque de Fangorn que bloquearon el paso a cualquier intento de huida de las huestes de Saruman. 
El resultado de la batalla fue una aplastante victoria. Ni uno solo de los orcos volvió jamás a Orthanc y los dunlendinos supervivientes se rindieron y fueron posteriormente liberados, lo que contribuyó a cerrar las heridas abiertas entre ambos pueblos a causa de la guerra. 
Después de la victoria, Théoden acantonó Rohan, llamando a las armas a todos los hombres disponibles, para marchar sobre Gondor y ayudar a Minas Tirith, incluso antes de que la flecha roja hubiera llegado a sus manos o las almenaras de Anórien hubiesen sido encendidas. Tras atravesar el bosque de Firien por el Pedregal de las Carretas, siendo ayudados por los Drúedain, los rohirrim llegaron finalmente al Rammas Echor -el muro que circundaba y protegía la explanada frente a Minas Tirith- y penetraron por una brecha en la pared norte para llegar a tiempo de cambiar el signo de la Batalla de los Campos del Pelennor. El rey combatió con gran gloria, aunque fue uno de los caídos al finalizar la jornada, por lo que Éomer Éadig, su sobrino, heredó el trono, dando comienzo así al Tercer Linaje. Como nuevo rey, Éomer cabalgó con los ejércitos de los Pueblos Libres ante el Morannon y tomó parte en la batalla final contra las fuerzas de Sauron, que fue definitivamente derrotado cuando el Anillo de Poder fue destruido en el Orodruin.
El Enemigo ya no existía y todos sus esclavos fueron aniquilados o renegaron del antiguo amo, pero no así los pueblos de hombres oscuros del sur y del este que habían servido bajo su bandera, lo que hizo necesario que se les siguiera combatiendo por parte de Gondor y Rohan. En la Cuarta Edad, Éomer y Elessar renovaron el Juramento de Eorl, fraguando una alianza que sentó las bases de la reordenación del noroeste de Endor durante las primeras décadas de ese siglo. Éomer contrajo nupcias con la princesa Lothíriel de Dol Amroth, hija del príncipe Imrahil, siendo su heredero y sucesor Elfwine el Hermoso, segundo rey del Tercer Linaje en 64 C. E.

## Geografía
Rohan es descrito por Tolkien como una tierra de pastos altos mecidos por el viento; en muchas ocasiones Tolkien hace referencia a él como «un mar de pastos». Hacia fines de la Tercera Edad, durante la Guerra del Anillo, Rohan tenía un área aproximada de un tercio de los territorios de Gondor y había sido originalmente, bajo el nombre de Calenardhon, una provincia del reino del sur.

### Regiones
El territorio de Rohan está organizado en tres circunscripciones principales:

#### Estemnet
La Llanura del Este, la gran región de pastos del reino, ubicada entre el río Entaguas, las Ered Nimrais y la corriente del Nevado.

#### Oestemnet
La Llanura del Oeste, se localiza entre el Entaguas, las Montañas Blancas y los cursos del Nevado y el Isen.

#### El Páramo
Región ubicada entre el Bosque de Fangorn y las Curvas del Anduin, tiene como límite Norte el río Limclaro, como frontera sur el Entaguas y linda al oeste con el propio Onodló y con el bosque de Fangorn. Se trata de una meseta de escasos recursos que a fines de la Tercera Edad estaba prácticamente deshabitada.

### Límites
Las fronteras de Rohan están determinadas por los ríos Isen y Adorn al oeste; al sur las Montañas Blancas que la separan de Gondor; al este el río Anduin y la corriente del Mehring; y el Limclaro y el bosque de Fangorn al norte.

### Ciudades
La capital del reino es Edoras, al pie de las Ered Nimrais. En su punto más elevado se encuentra el castillo de los reyes, Meduseld o Castillo de Oro. Meduseld es un gran edificio de tejado dorado, que fue construido por Brego, hijo de Eorl, en el año 2569. En su interior se encuentra el trono dorado del rey, grandes columnas recubiertas de oro y paredes con relieves de las que cuelgan ricos tapices. Por encima de Edoras se encuentra el baluarte de El Sagrario, auténtico refugio sagrado para los rohirrim.
La segunda ciudad más importante es Hornburg (Cuernavilla en la lengua común), que está enclavada en el desfiladero de Helm (abismo de Helm), conformando una fortaleza prácticamente inexpugnable. En Hornburg se encuentran las estancias de Aglarond, las Cavernas Centelleantes, cavidades naturales de las montañas que fueron ampliadas y mejoradas por Gimli, hijo de Glóin.
Otra ciudad de cierta relevancia es Aldburgo, capital del Folde Este, que fundada por Eorl el Joven fue la primera capital de Rohan y es la ciudad más antigua de Rohan. Otro asentamiento significativo era Grimslade, el hogar ancestral de la familia de Grimbold, fundado por un antepasado llamado Grim en algún lugar del Folde Oeste entre Edoras y Cuernavilla en una zona de laderas y árboles.

## División política y administrativa
La Marca de los Jinetes está organizada políticamente en tres distritos, que a su vez constituyen circunscripciones militares.

### El Páramo
Al norte del Entaguas, debido a su escasa población no tenía casi ninguna relevancia económica o comercial, pues todas las rutas con los valles altos del Anduin estaban a menudo cortadas y el tráfico de Rhovanion llegaba a través de Anórien.

### Folde Este
Abarca tanto las tierras al sur del Entaguas como los pastos altos al norte del río que se extienden hasta al Páramo. Desde Aldburgo se controlaban las manadas y el tránsito de personas a través del Mehring.

### Folde Oeste
Desde Fangorn a las montañas y hasta el Nevado, el Folde Oeste concentra en sus valles a la mayoría de población de la Marca. Cuernavilla es la ciudad fuerte y lo será más durante la Cuarta Edad, con la recuperación demográfica.

## Estructura militar

### Mariscales de la Marca
Los emnets estaban comandados por mariscales. Su jurisdicción era absoluta, pues gobernaban en representación del rey. Durante el reinado de Théoden eran Théodred (primer mariscal y jefe de todos los ejércitos en ausencia de su padre), Erkenbrand (segundo mariscal, quien tenía a su cargo Oestemnet) y Éomer (tercer mariscal, que defendía Estemnet).
Cuando Théodred cayó en los Vados, Elfhelm se ocupó del mando de los regulares de Edoras y asumió el cargo de segundo al mando por detrás del restablecido rey Théoden, que asumió su cargo de primer mariscal.
Cuando Éomer llegó al trono Elfhelm siguió siendo el responsable de la guarnición de Edoras, lo que equivale a ser alto mariscal, pues en batalla era el máximo mando después del propio rey. Erkenbrand se mantuvo como segundo mariscal y Estemnet, históricamente en manos de la Casa de Éomund (que era la que ahora gobernaba el reino), recayó en la figura de Grimbold, miembro de una de las casas más influyentes y héroe del Pelennor.

### Éored

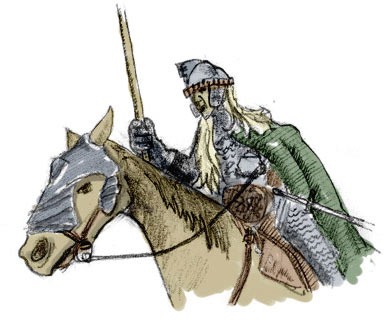
Caballero de Rohan.

Es una formación de caballería, de número variable, pero que en tiempos de guerra podía llegar a los 2000 jinetes, perfectamente montados y equipados. Cada mariscal de la marca tenía a su lado un éored de su casa, es decir caballeros que respondían directamente a las órdenes del mariscal y que vivían en la sede de cada marca. Los demás éored estaban comandados por capitanes (como es el caso de Dúnhere), elegidos por los mariscales de acuerdo a su valor y a su entrenamiento.
El nombre éored es de origen anglosajón y se compone de la partícula eoh- que significa ‘caballo’ y la partícula -rad que significa ‘cabalgar’.

### Éoherë
Se llamaba así a todo el conjunto de la caballería de Rohan y, por supuesto, estaba compuesto por todos los éored. Estaba comandada por el propio rey en persona, ya que nunca se acantonaba a la totalidad del ejército salvo en caso de guerra. Aunque probablemente en tiempos del primer linaje el acantonamiento total pudiera haber reunido cifras cercanas a los 30 000 jinetes, Théoden sólo pudo reunir en El Sagrario 10 000 caballeros de los cuales solo 6000 acudieron a socorrer a Minas Tirith.
Al igual que éored su nombre proviene de la lengua anglosajona, siendo su segunda partícula -herë, que significaba ‘hueste’ o ‘ejército’, es decir, éoherë es ‘ejército de caballería’.

### Infantería
La infantería del reino de Rohan es casi inexistente, reduciéndose a guarniciones de puestos fronterizos, fuertes y guardia real de las principales ciudades. Aunque no hay compañías de arqueros como tal en campaña, sí los hay a caballo, siendo realmente temibles. Circunstancialmente, los jinetes de la Marca podían rayar a gran nivel combatiendo a pie, por ejemplo, durante las batallas de los Vados del Isen y en la Batalla de Cuernavilla.

## Cultura

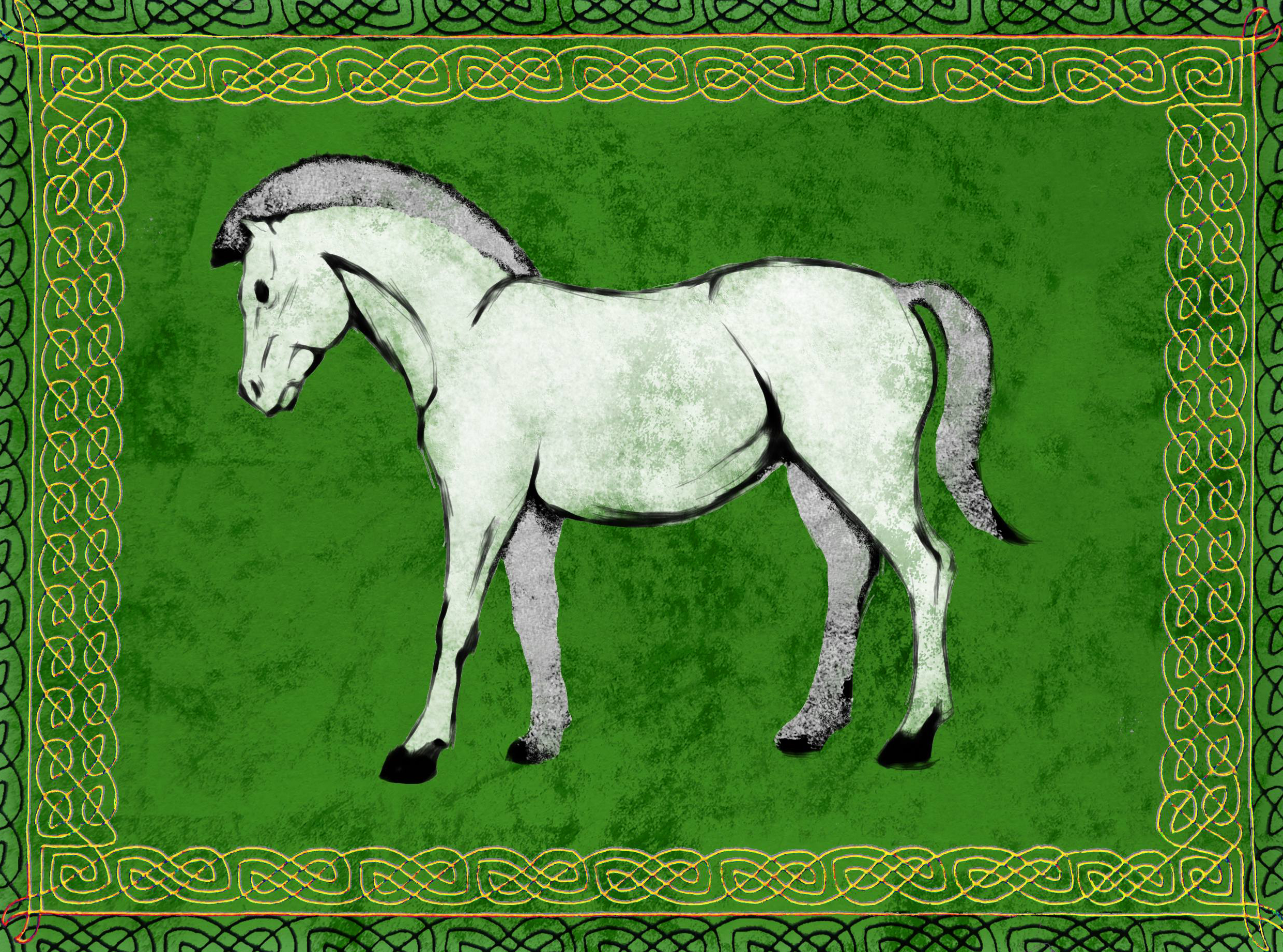
Un estandarte de Rohan.

Los dúnedain de Gondor pensaban que los rohirrim estaban lejanamente emparentados con ellos (habiendo descendido de los Atanari o Edain en la Primera Edad) y los describían como Hombres Medios: no tan cultos y hábiles como los numenóreanos, pero superiores a los Hombres de la Oscuridad, que alababan y servían a Sauron. En realidad, ni siquiera los elfos conocen su origen. Ellos mismos no tienen recuerdos de historias sobre su pasado más allá de principios de la Tercera Edad. Probablemente sean Edain descendientes de las gentes de Bereg, tataranieto de Bëor, o de los miembros de la casa de Hador que volvieron sobre las montañas a Eriador, saliendo de Beleriand antes de formar parte de las guerras contra Morgoth. 
Los ancestros más cercanos en el tiempo de los rohirrim son los éothéod, a los que Gondor les concedió la provincia de Calenardhon después de haber salvado el Reino del Sur en la Batalla de los Campos de Celebrant.
Los rohirrim se caracterizaban por ser altos, fornidos y de tez pálida y cabellos rubios, con ojos azules o verdes en su mayoría. Solían llevar el cabello largo y trenzado. Eran por naturaleza serios, firmes y fieros con sus enemigos, pero a la vez generosos y joviales en la paz.
Tuvieron contacto con los elfos en la Primera Edad, cuando aprendieron de Eru. Sin embargo, al igual que los dúnedain, no lo alabaron en templos. Veneraban a Oromë el Cazador, y lo llamaban Béma.

### Caballos y guerra

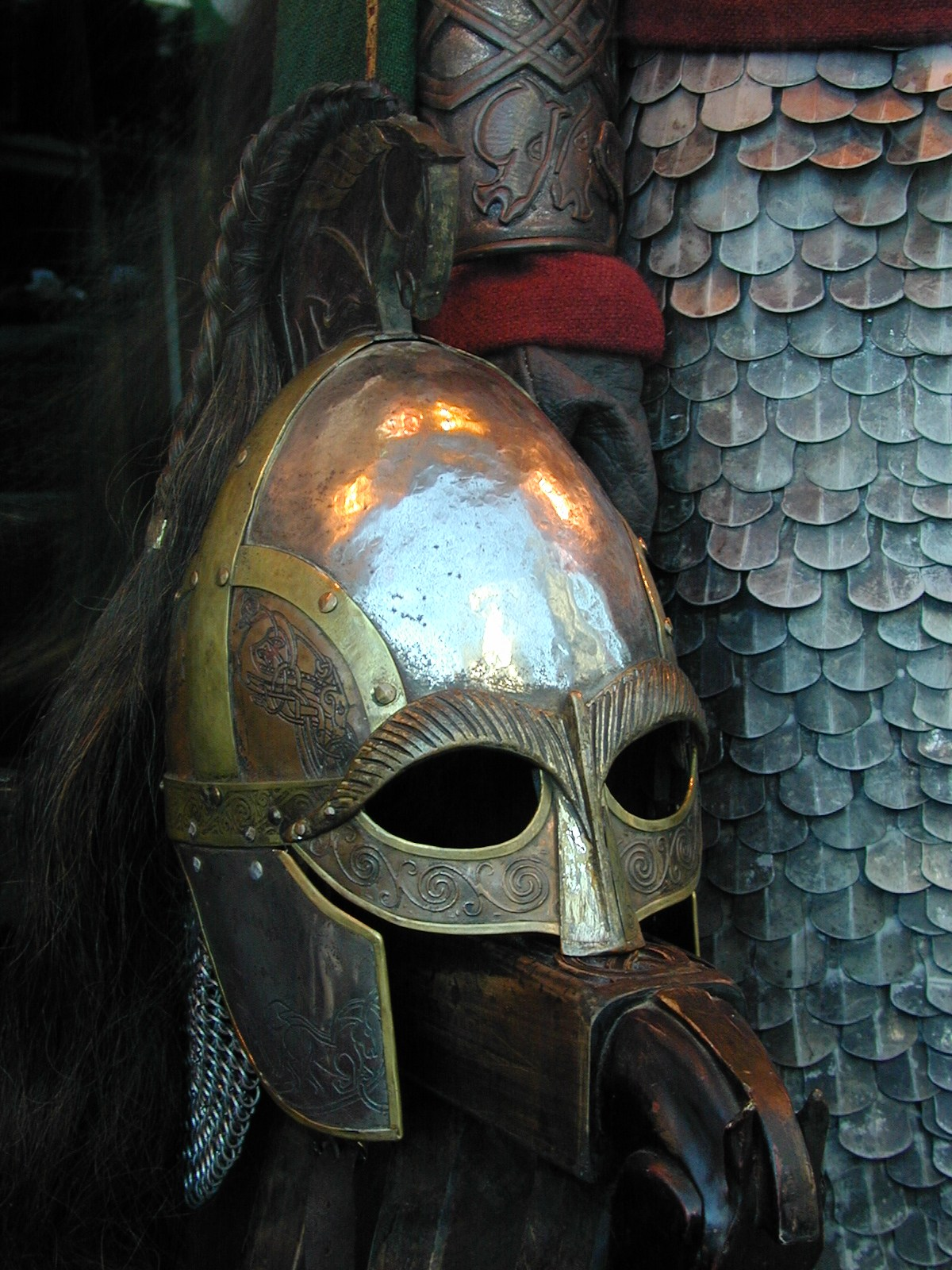
Casco rohir en la trilogía de El Señor de los Anillos.

Los rohirrim eran reconocidos jinetes y criadores de caballos. Su ejército estaba principalmente compuesto por caballería, dividida en unidades llamadas éoreds. Los integrantes de este ejército eran en su mayoría milicia, bien entrenada, convocada en tiempos de guerra; los verdaderos soldados a tiempo completo eran un grupo menor dentro de la población.
Iban armados de lanzas y espadas largas, y se protegían con escudos redondos, un yelmo ligero y cotas de mallas que les cubrían hasta las rodillas.
En tiempos de guerra, todo hombre capaz de empuñar un arma era reclutado en el ejército; además estaban obligados por el Juramento de Eorl a ayudar a Gondor en caso de necesidad. La solicitud de ayuda se presentaba mediante el envío de la flecha roja o con el encendido de las almenaras de Gondor, grandes fogatas que eran prendidas en tiempos de necesidad y que estaban alineadas sobre las Montañas Blancas en Anórien septentrional.
Entre los caballos de Rohan se encontraban los mearas, los más nobles y rápidos de toda Arda; Felaróf fue el padre y más veloz de todos ellos.
Es por esta asociación entre hombre y caballo, no solo en tiempos de guerra, por la que recibieron el nombre de rohirrim (que en sindarin significa ‘pueblo o gente de los señores de los caballos’ y Rohan (derivado de rochand, que significa ‘casa de los señores de los caballos’).

## Política
Rohan, a finales de la Tercera Edad, mantiene un sistema sociopolítico similar al feudal altomedieval europeo, con una casta nobiliar de caballeros territoriales que son vasallos del rey y administran sus feudos en su nombre. En cada emnet, también deben obedecer al mariscal que les corresponde, que funciona igual que un condestable o incluso que un virrey de época ya renacentista. El sistema de clanes está entonces casi desaparecido, pero perduran las casas como mantenedoras del orden establecido. Evidentemente, es muy difícil ascender en la escala social y el nacimiento delimita la condición de cada individuo. Las casas con privilegios están representadas en la Asamblea o Althing, única cámara de representación del pueblo ante el rey y en la práctica, auténticas Cortes medievales. En este caso, no es de corte palatina itinerante, puesto que la capitalidad reside siempre en Edoras, pero sí se asemeja en su casi completa nulidad para la obtención de cartas otorgadas por el monarca y en la aplicación de reformas sobre la tierra o sobre la aprobación de leyes en general. El poder ejecutivo lo ostentaba el Consejo del Rey, órgano consultivo que asesoraba al monarca en todo lo concerniente a política exterior y gobierno de la Corte.

### Alianza con Gondor
La alianza entre Gondor y Rohan existe desde el 2510 T. E., cuando los orientales amenazaban con arrasar el país. Tras la Batalla del Celebrant (c. 2509), donde el ejército de la Confederación Balchoth fue aniquilado, el senescal Cirion invitó a los éotheod a instalarse en la prácticamente deshabitada provincia de Calenardhon, a lo que el althegn de los éotheod, Eorl, accedió tras consultarlo con sus capitanes.
De esta manera se pronunció el Juramento de Eorl, sellando la alianza de ayuda mutua entre los dos pueblos. Desde entonces, los rohirrim han cruzado vastas extensiones de terreno para ayudar a sus aliados e incluso sacrificando dos de los herederos al trono cuando los haradrim amenazaban Ithilien en 2885 y Fastred y Folcred, los hijos del rey Folcwine, cayeron durante la Batalla de los Vados del Poros. El rey Théoden también honraría el juramento al comandar las tropas en la Batalla de los Campos del Pelennor durante la Guerra del Anillo. En cambio, Gondor solo ha prestado ayuda a Rohan en una ocasión, después del Largo Invierno de 2758-2759 TE, cuando la Marca se encontraba invadida por los dunlendinos.

### Guerras con los dunlendinos
Más allá de la Marca occidental entre el Isen y el Adorn, y subiendo por Eriador, viven los dunlendinos, pueblo descendiente de los Daen Coentis que habitaban todos los territorios anexos a las costas del NO de Endor en época de la conquista numenoreana. Las relaciones de la Marca con este pueblo casi nunca fueron amistosas. Los dunlendinos siempre acusaron a Eorl de haber ocupado las tierras de sus antepasados arrebatadas a estos por Gondor, y reclaman Rohan como suya. 
Las guerras dentre Dunland y la Marca serán frecuentes desde la conquista rohir de la tierra entre el Adorn y el Isen y el Largo Invierno. Los puntos álgidos de este enfrentamiento son la invasión montañesa de Rohan en tiempos del primer linaje y las batallas de los Vados del Isen y de Cuernavilla durante la Guerra del Anillo. 
En la Cuarta Edad, ambos pueblos suavizarían sus relaciones y frecuentemente llegarían al entendimiento mutuo y a establecer acuerdos beneficiosos para ambas partes.

## Algunos rohirrim importantes
- Eorl el Joven
- Aldor el Viejo
- Helm Mano Martillo
- Théoden el Renacido
- Éomer
- Éowyn
- Gríma Lengua de Serpiente